# Garrett Birkhoff
Garrett Birkhoff (Princeton, 19 de janeiro de 1911 — Condado de Suffolk, 22 de novembro de 1996) foi um matemático estadunidense.

## Vida
Filho do matemático George David Birkhoff, começou a estudar na Universidade Harvard em 1928, após menos de sete anos do início de sua educação formal. Após bacharelar-se em 1932 foi para a Universidade de Cambridge na Inglaterra estudar física matemática, decidindo então estudar álgebra abstrata com Philip Hall. Quando em visita à Universidade de Munique encontrou-se com Constantin Carathéodory, que lhe indicou dois livros textos fundamentais, Bartel Leendert van der Waerden sobre álgebra abstrata e Andreas Speiser sobre teoria dos grupos.

## Obras
- 1967 (1940). Lattice Theory, 3rd ed. American Mathematical Society.
- 1997 (1941) (with Saunders Mac Lane). A Survey of Modern Algebra. A K Peters. ISBN 1-56881-068-7
- 1978 (1950). Hydrodynamics: A study in logic, fact, and similitude . Greenwood Press.
- 1957 (with E. Zarantello). Jets, Wakes, and Cavities. Academic Press.
- 1989 (1962) (with Gian-Carlo Rota). Ordinary Differential Equations. John Wiley.
- 1999 (1967) (with Saunders Mac Lane). Algebra. Chelsea. ISBN 0-8218-1646-2
- 1970 (with Thomas Bartee). Modern Applied Algebra. McGraw-Hill.
- 1973. Source Book in Classical Analysis. Harvard Uni. Press.